# شهرستان اوبلوچنسکی
شهرستان اوبلوچنسکی (به لاتین: Obluchensky District) یک شهرستان در روسیه است که در استان خودگردان یهودی واقع شده‌است.